# Tusta Međ
Tusta Međ (cyr. Туста Међ) – wieś w Bośni i Hercegowinie, w Republice Serbskiej, w gminie Višegrad. W 2013 roku liczyła 4 mieszkańców.